# Kinh tế học Phật giáo
Kinh tế học Phật giáo (tiếng Anh: Buddhist economics) là một cách tiếp cận của Phật giáo đối với kinh tế học. Kinh tế học Phật giáo khảo sát đặc điểm tâm lý của trí óc con người, và những ưu tư, khát vọng, và cảm xúc vốn thúc đẩy hoạt động kinh tế. Cách hiểu về kinh tế học của Phật giáo nhắm đến việc làm rõ những gì là có hại và những gì là có ích trong những hoạt động của con người liên quan đến sản xuất và tiêu thụ, và nhất là cố gắng làm cho con người trưởng thành về mặt đạo đức. Kinh tế học Phật giáo cho rằng những quyết định duy lý thực sự chỉ có thể có được khi chúng sinh hiểu điều gì đã tạo nên sự bất duy lý. Khi hiểu điều gì tạo ra ham muốn, con người nhận ra rằng tất cả của cải trên thế gian này cũng không thể thỏa mãn được ham muốn đó. Khi con người hiểu được tính phổ quát của sợ hãi, họ trở nên có lòng trắc ẩn hơn với mọi sinh linh. Như vậy cách tiếp cận đối với kinh tế học này không dựa trên lý thuyết và mô hình mà dựa trên sức mạnh của sự cảm quan, sự thấu hiểu, và sự kiềm chế. Thuật ngữ "Kinh tế học Phật giáo" được E. F. Schumacher sử dụng vào năm 1955, khi ông đến Miến Điện với tư cách là cố vấn kinh tế cho Thủ tướng U Nu, và sau đó bởi những môn đệ của Schumacher và những tác giả Phật giáo Nam tông như Prayudh Payutto, Phrabhavanaviriyakhun, và Sulak Sivaraksa.